# Daniel Chamier

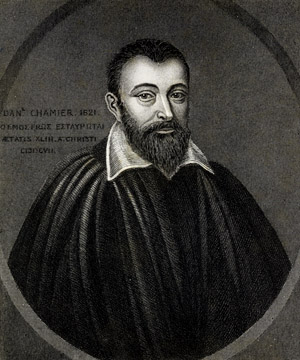
Daniel Chamier

Daniel Chamier (1564–1621) era un Huguenot ministro en Francia, fundador de la Universidad de Montpellier y autor. 

## Vida y trabajo
Chamier nació en el castillo de Le Mont, cercano Mocas y al oeste de Grenoble. Su padre era de Aviñón y un protestante, convertido en pastor en Montélimar. Daniel estudió en la Universidad de Orange y en Ginebra.

## Familia
Se casó con Portal, y tuvieron un hijo, Adrien, y tres hijas.
El actor inglés Daniel Craig está entre sus descendientes.

## Obras
- Dispute de la vocation des ministres de l'Église reformée (La Rochelle, 1589);
- Epistolæ jesuiticæ (Geneva, 1599);
- La confusion des disputes papistes (1600);
- Disputatio scholastico-theologica de œcumenico pontifice (1601);
- Panstratia Catholica, seu Corpus Controversiarum adversus Pontificios (Geneva, 1606);
- La Honte de Babylone (Sédan, 1612);
- La Jésuitomanie (Montauban, 1618);
- Corpus Theologicum, seu Loci Communes Theologici (Geneva, 1653);
- Journal du voyage de M. D. Chamier à Paris et à la cour de Henri IV. en 1607 (ed. C. Read, Paris, 1858).[1][4]